# Leptaulaca
Leptaulaca is een geslacht van kevers uit de familie bladkevers (Chrysomelidae).
De wetenschappelijke naam van het geslacht werd in 1902 gepubliceerd door Julius Weise.

## Soorten
- Leptaulaca albicans (Chapuis, 1879)
- Leptaulaca bifasciata Laboissiere, 1920
- Leptaulaca decolor (Thomson, 1858)
- Leptaulaca elegantula (Jacoby, 1895)
- Leptaulaca fissicollis (Thomson, 1858)
- Leptaulaca labiata Jacoby, 1906
- Leptaulaca longula (Weise, 1912)
- Leptaulaca maculicollis Jacoby, 1906
- Leptaulaca magna Weise, 1924
- Leptaulaca nigra Laboissiere, 1920
- Leptaulaca nigricornis Weise, 1902
- Leptaulaca pusilla (Weise, 1912)
- Leptaulaca schoutedeni Laboissiere, 1921
- Leptaulaca undecimpunctata (Klug, 1833)
- Leptaulaca venusta Laboissiere, 1930